# سه‌گانه در المپیک تابستانی ۲۰۰۸
سه‌گانه در بازی‌های المپیک تابستانی ۲۰۰۸ نام رویداد ورزش سه‌گانه در بازی‌های المپیک تابستانی بود که در سال ۲۰۰۸ برگزار شد.

## کشورهای شرکت کننده
| - استرالیا (۵) (مردان:۲ زنان:۳) - اتریش (۴) (مردان:۱ زنان:۳) - بلژیک (۲) (مردان:۲ زنان:۰) - برمودا (۱) (مردان:۰ زنان:۱) - برزیل (۳) (مردان:۲ زنان:۱) - کانادا (۶) (مردان:۳ زنان:۳) - شیلی (۱) (مردان:۰ زنان:۱) - چین (۳) (مردان:۱ زنان:۲) - جمهوری چک (۳) (مردان:۱ زنان:۲) - دانمارک (۱) (مردان:۱ زنان:۰) - استونی (۱) (مردان:۱ زنان:۰) - فرانسه (۵) (مردان:۳ زنان:۲) - آلمان (۶) (مردان:۳ زنان:۳) - بریتانیای کبیر (۵) (مردان:۳ زنان:۲) - یونان (۱) (مردان:۰ زنان:۱) - هنگ کنگ (۲) (مردان:۱ زنان:۱) - مجارستان (۲) (مردان:۱ زنان:۱) - ایرلند (۱) (مردان:۰ زنان:۱) - ایتالیا (۴) (مردان:۲ زنان:۲) |  | - ژاپن (۵) (مردان:۲ زنان:۳) - قزاقستان (۱) (مردان:۱ زنان:۰) - لوکزامبورگ (۲) (مردان:۱ زنان:۱) - مکزیک (۲) (مردان:۱ زنان:۱) - هلند (۲) (مردان:۱ زنان:۱) - نیوزیلند (۶) (مردان:۳ زنان:۳) - لهستان (۳) (مردان:۱ زنان:۲) - پرتغال (۳) (مردان:۲ زنان:۱) - روسیه (۵) (مردان:۳ زنان:۲) - اسلواکی (۱) (مردان:۱ زنان:۰) - آفریقای جنوبی (۲) (مردان:۰ زنان:۲) - اسپانیا (۴) (مردان:۲ زنان:۲) - سوئد (۱) (مردان:۰ زنان:۱) - سوئیس (۶) (مردان:۳ زنان:۳) - سوریه (۱) (مردان:۱ زنان:۰) - اوکراین (۳) (مردان:۲ زنان:۱) - ایالات متحده آمریکا (۶) (مردان:۳ زنان:۳) - زیمبابوه (۱) (مردان:۱ زنان:۰) |

## جدول مدال‌ها
| رتبه  | کشور           | طلا | نقره | برنز | مجموع |
| ۱     | استرالیا (AUS) | ۱   | ۰    | ۱    | ۲     |
| ۲     | آلمان (GER)    | ۱   | ۰    | ۰    | ۱     |
| ۳     | کانادا (CAN)   | ۰   | ۱    | ۰    | ۱     |
| ۳     | پرتغال (POR)   | ۰   | ۱    | ۰    | ۱     |
| ۵     | نیوزیلند (NZL) | ۰   | ۰    | ۱    | ۱     |
|       |                |     |      |      |       |
| مجموع | مجموع          | ۲   | ۲    | ۲    | ۶     |